# 240 (szám)
A 240 (kétszáznegyven) a 239 és 241 között található természetes szám.

## A matematikában
- Harshad-szám
- Erősen összetett szám: több osztója van, mint bármely nála kisebb számnak.
- Az első olyan szám, amelynek pontosan 20 osztója van.[1]
- Erősen bővelkedő szám: osztóinak összege nagyobb, mint bármely nála kisebb pozitív egész szám osztóinak összege.
- Szuperbővelkedő szám.
- Erősen tóciens szám: bármely nála kisebb számnál többször szerepel a φ(x) függvényértékek között.
- Ritkán tóciens szám.[2]
- Téglalapszám (15 · 16).